# Melissa Rycroft
Melissa Katherine Rycroft-Strickland (Dallas, Texas, 11 de marzo de 1983) más comúnmente conocida como Melissa Rycroft, es una presentadora de televisión, bailarina y personalidad de televisión estadounidense que también fue ex-animadora en las Dallas Cowboys Cheerleaders del equipo de fútbol americano, Dallas Cowboys . Ella participó como una bachelorette (soltera) en la decimotercera temporada del programa The Bachelor de ABC, en el programa de telerrealidad Dallas Cowboys Cheerleaders: Making the Team de CMT, y en la octava y decimoquinta temporada del programa de ABC, Dancing with the Stars. Rycroft pasó a ser presentadora de programas de telerrealidad como Bachelor Pad y Redneck Island.

## Primeros años
Rycroft nació el 11 de marzo de 1983 en Dallas, Texas. Ella estudió danza desde una edad temprana y sirvió como primera teniente de su equipo de ejercicios de la secundaria. Se especializó en marketing en la Universidad del Norte de Texas y fue miembro de Alpha Chi Omega.

## Carrera

### Dallas Cowboys Cheerleaders
Después de graduarse de la Universidad de North Texas, Rycroft audicionó para las Dallas Cowboys Cheerleaders. Ella bailó para el equipo de 2006 a 2008. Como animadora, ella hizo apariciones regulares en el programa de Country Music Television, Dallas Cowboys Cheerleaders: Making the Team.

### The Bachelor
Rycroft apareció en la temporada 13 de The Bachelor como una de las 25 solteras que compitieron para el soltero Jason Mesnick. En el final de la temporada, Mesnick eligió a Rycroft sobre la finalista Molly Malaney, y se le propuso. Poco después de la propuesta, Mesnick dejó Rycroft, explicando que tenía sentimientos por Malaney. Mesnick y Malaney se casaron en 2010.

### Dancing with the Stars

#### Temporada 8
Rycroft participó en la temporada 8 del reality show de baile Dancing with the Stars. Ella fue emparejado con el bailarín profesional Tony Dovolani. La pareja de baile se convirtió en finalista en la competencia y terminaron en el tercer puesto.
| Semana         | Baile / Canción                                          | Puntajes de los jueces | Puntajes de los jueces | Puntajes de los jueces | Resultado        |
| Semana         | Baile / Canción                                          | C.I                    | L.G.                   | B.T.                   | Resultado        |
| -------------- | -------------------------------------------------------- | ---------------------- | ---------------------- | ---------------------- | ---------------- |
| 1              | Vals / «Moon River»                                      | 8                      | 7                      | 8                      | Sin eliminación  |
| 2              | Salsa / «The Cup of Life»                                | 9                      | 8                      | 9                      | Salvados         |
| 3              | Foxtrot/ «Recipe for Love»                               | 9                      | 9                      | 9                      | Salvados         |
| 4              | Lindy Hop / «Brown Derby Jump»                           | 10                     | 9                      | 10                     | Salvados         |
| 5              | Pasodoble / «Poker Face»                                 | 8                      | 8                      | 9                      | Salvados         |
| 6              | Rumba / «If I Were a Boy»                                | 9                      | 9                      | 9                      | Salvados         |
| 7              | Tango argentino/ «Mi Confesión»                          | 10                     | 9                      | 10                     | Salvados         |
| 7              | Grupo de 1960 / «The Clapping Song»                      | Puntos extras no dados | Puntos extras no dados | Puntos extras no dados | Salvados         |
| 8              | Jive/ «We Got the Beat»                                  | 7                      | 7                      | 7                      | Últimos salvados |
| 8              | Equipo Mambo / «Single Ladies (Put a Ring on It)»        | 8                      | 8                      | 9                      | Últimos salvados |
| 9              | Vals vienés / «Angel»                                    | 9                      | 9                      | 9                      | Salvados         |
| 9              | Samba / «Jaleo»                                          | 10                     | 10                     | 10                     | Salvados         |
| 10 (Semifinal) | Quickstep / «I Got Rhythm»                               | 9                      | 10                     | 9                      | Últimos salvados |
| 10 (Semifinal) | Chachachá / «Save the Last Dance for Me»                 | 9                      | 9                      | 9                      | Últimos salvados |
| 11 (Final)     | Pasodoble / «So What»                                    | 10                     | 9                      | 10                     | Tercer puesto    |
| 11 (Final)     | Freestyle / «Gonna Make You Sweat (Everybody Dance Now)» | 9                      | 9                      | 9                      | Tercer puesto    |
| 11 (Final)     | Samba/ «Jaleo»                                           | 10                     | 10                     | 10                     | Tercer puesto    |

#### Temporada 15
En julio de 2012, se anunció que Rycroft volvería para la temporada 15 all-star por una segunda oportunidad; ella volvió a ser emparejada con Tony Dovolani. Ellos llegaron a la final y fueron declarados los ganadores de la temporada el 27 de noviembre de 2012.
Ella sirvió más adelante como presentadora de la gira en vivo de 2015 de Dancing with the Stars.
| Semana                                          | Baile / Canción                                                                        | Puntajes de los jueces   | Puntajes de los jueces   | Puntajes de los jueces   | Resultado       |
| Semana                                          | Baile / Canción                                                                        | C.I                      | L.G.                     | B.T.                     | Resultado       |
| ----------------------------------------------- | -------------------------------------------------------------------------------------- | ------------------------ | ------------------------ | ------------------------ | --------------- |
| 1                                               | Foxtrot/ «Big Spender»                                                                 | 7.0                      | 7.0                      | 7.0                      | Salvados        |
| 2                                               | Jive / «Shout»                                                                         | 8.0                      | 8.0                      | 7.5                      | Salvados        |
| 3                                               | Samba / «Conga»                                                                        | 9.0                      | 9.0                      | 9.0                      | Salvados        |
| 4                                               | Jitterbug / «This Cat's On A Hot Tin Roof»                                             | 9.0                      | 9.0/9.51                 | 9.5                      | Salvados        |
| 5                                               | Tango / «Toxic»                                                                        | 9.0                      | 9.0                      | 9.0                      | Sin eliminación |
| 5                                               | Equipo Freestyle / «Call Me Maybe»                                                     | 9.5                      | 10                       | 10                       | Sin eliminación |
| 6                                               | Vals vienés / «Why Ya Wanna»                                                           | 9.5                      | 10                       | 10                       | Salvados        |
| 6                                               | Grupo Country-western / «Save a Horse (Ride a Cowboy)» & «I Play Chicken with a Train» | Puntos extras no dados   | Puntos extras no dados   | Puntos extras no dados   | Salvados        |
| 7                                               | Tango & Chachachá fusión / «Die Young»                                                 | 10                       | 9.5                      | 9.5                      | Sin eliminación |
| 7                                               | Maratón de Swing / «Do Your Thing»                                                     | Ganaron 10 puntos extras | Ganaron 10 puntos extras | Ganaron 10 puntos extras | Sin eliminación |
| 8                                               | Quickstep / «Boogie Woogie Bugle Boy»                                                  | 10                       | 10                       | 10                       | Salvados        |
| 8                                               | Pasodoble en trío / «Rumour Has It»                                                    | 10                       | 10                       | 10                       | Salvados        |
| 9 Semifinal                                     | Hustle / «Walk the Dinosaur»                                                           | 9.0                      | 9.5                      | 9.0                      | Salvados        |
| 9 Semifinal                                     | Tango argentino / «Dirty Diana»                                                        | 10                       | 10                       | 10                       | Salvados        |
| 10 Final                                        | Samba / «Conga»                                                                        | 10                       | 10                       | 10                       | Ganadores       |
| 10 Final                                        | Freestyle / «I Was Here»                                                               | 10                       | 10                       | 10                       | Ganadores       |
| 10 Final                                        | Samba instantánea / «Life Is A Highway»                                                | 9.5                      | 9.5                      | 9.5                      | Ganadores       |
| 1Puntaje dado por la juez invitada Paula Abdul. |                                                                                        |                          |                          |                          |                 |

### Presentadora
Rycroft es presentadora del programa de CMT, Redneck Island. También fue presentadora del programa Bachelor Pad, una serie derivada de The Bachelor.

## Vida personal
Rycroft tuvo una relación de siete años con un chico que conoció en la escuela. Terminó abruptamente cuando el rompió con Rycroft mientras la pareja estaba en la universidad. El chico se casó con otra chica después de las 2 semanas de finalizada la relación. Rycroft dijo que estaba inconsolable y que esta relación era en parte, la razón por la que luego se describiría a sí misma como la chica que siempre fue objeto de dumping cuando hizo una audición para The Bachelor. En su libro, «My Reality», Rycroft describió cómo Tye Strickland rompió constantemente su relación, salía con otras mujeres y generalmente la daba por sentado.
Rycroft estuvo brevemente comprometida con Jason Mesnick, a quien conoció en The Bachelor. Mesnick finalizó el compromiso después de que admitiera que estaba enamorado de la subcampeona, Molly Malaney. Rycroft regresó con su exnovio, el vendedor Tye Strickland. La pareja se casó y tiene actualmente tres hijos: su hija Ava Grace, nacida el 16 de febrero de 2011, y sus hijos Beckett Thomas, nacido el 20 de abril de 2014, y Cayson Jack, nacido el 18 de mayo de 2016.